# Union des bouddhistes de Choson
L’Union des bouddhistes de Choson (ou Union des bouddhistes coréens ou Fédération des bouddhistes de Corée, en coréen : 조선불교도련맹) parfois abrégé Chobulyôn, est une organisation religieuse en Corée du Nord qui est chargée de gérer les affaires bouddhistes dans toute la Corée, concrètement elle contrôle les activités religieuses bouddhistes en Corée du Nord. Elle est contrôlée de facto par le parti du travail de Corée. Le Comité central de cette organisation (조선불교도련맹 중앙위원회) est responsable des opérations quotidiennes, avec des comités dans chaque province, ville et comté. C'est l'équivalent, pour le bouddhisme, de la Fédération chrétienne de Choson.
L'organisation a été fondée le 26 décembre 1946.
En 1999, il y avait 10 000 bouddhistes pratiquants en Corée du Nord, dont 70% étaient des femmes, 200 prêtres et 60 temples bouddhistes.

## Histoire
L'Union a été créée sous le nom officiel de « Fédération générale bouddhiste du Chosôn du Nord » le 26 décembre 1945 sous l'égide de l'Agence des affaires civiles de l'Union soviétique.
Elle a été rebaptisée « Union bouddhiste générale de Corée du Nord » (북조선불교총련맹) en 1948.
En 1955, l'« Union générale bouddhiste de Corée du Nord » a été rebaptisée « Union des bouddhistes de Corée » (조선불교도련맹).
Le nom actuel (« Comité central de l'Union des bouddhistes coréens » 조선불교도련맹 중앙위원회) a été adopté en 1972. En 1945 et en 1949, l'organisation a adopté respectivement un plan en cinq points et en sept points, qui s'engageait à respecter la constitution nord-coréenne, éliminer les vestiges de L'impérialisme japonais, aider l'armée, construire des amitiés avec l'Union soviétique et d'autres États socialistes, œuvrer pour la réunification et « favoriser l'esprit de la classe ouvrière parmi les bouddhistes pour la prospérité de la patrie et le développement de sa culture ». Peu d'informations sont disponibles sur la l'Union entre 1945 et 1972, à part les noms et les mandats de ses premier et deuxième présidents : Kim Se-ryul (1946-1948) et Un Yong-suk (1963-1978). Kim Sunggyôk était président de 1948 à une date indéterminée. C'était une période de propagande antireligieuse intense et l'Union aurait changé de nom et serait entrée dans la clandestinité à plusieurs reprises jusqu'en 1972.
Après l'adoption par la Corée du Nord de la constitution de 1972, la politique envers la religion s'est un peu adoucie. L'Union a commencé à faire des déclarations contre la répression des bouddhistes en Corée du Sud par Park Chung-hee, et contre l'arrestation du pasteur Pak Hyong-gyo.
la formation de trois ans est proposée dans une école spéciale et le bouddhisme est enseigné à l'université Kim Il-sung.
En 1989, l'Union a ouvert une académie bouddhiste à son siège à Pyongyang (Moranbong (en)). La période de formation est de trois ans et les étudiants sont acceptés s'ils ont un diplôme d'études secondaires, ils sont recommandés par un monastère de l'un des comités municipaux ou départementaux de l'Union.

## Contacts internationaux
En 1986, l'Union a rejoint l'Organisation mondiale des bouddhistes.
L'Union s'est employée à établir des contacts avec d'autres organisations bouddhistes dans le monde, notamment avec l'Association des bouddhistes coréens au Japon, basée à Tokyo, qui est une organisation membre de l'Association générale des résidents coréens au Japon,. D'autres contacts ont été établis avec des bouddhistes en Chine, en Inde, au Népal, en Thaïlande et au Sri Lanka.
En 1976, l'Union a rejoint le Comité bouddhiste asiatique pour la paix. Elle a rejoint la Conférence bouddhiste d'Asie en 1990, lors de sa création.

### Chine
En octobre 1963, la « Conférence des bouddhistes de onze pays et régions d'Asie » s'est tenue au temple Fayuan à Pékin, en Chine, en présence du vénérable  An Yong Sook, président du comité central de l'Union des bouddhistes coréens. En septembre 1963, le président de l'Association bouddhiste chinoise, Zhao Puchu, a effectué une visite de retour et des visites de haut niveau ont été réalisées entre les communautés bouddhistes de Corée du Nord et de Chine,. Au cours de l'été 1991, le vice-président de l'Association bouddhiste chinoise, Zhou Shaoliang, a conduit une délégation en Corée du Nord à l'invitation de l'Union ; en novembre 2002, le vénérable Fish Myung Sun, ministre de l'éducation et de la formation de la Fédération bouddhiste de Corée du Nord, a conduit une délégation en Chine.

### Corée du Sud

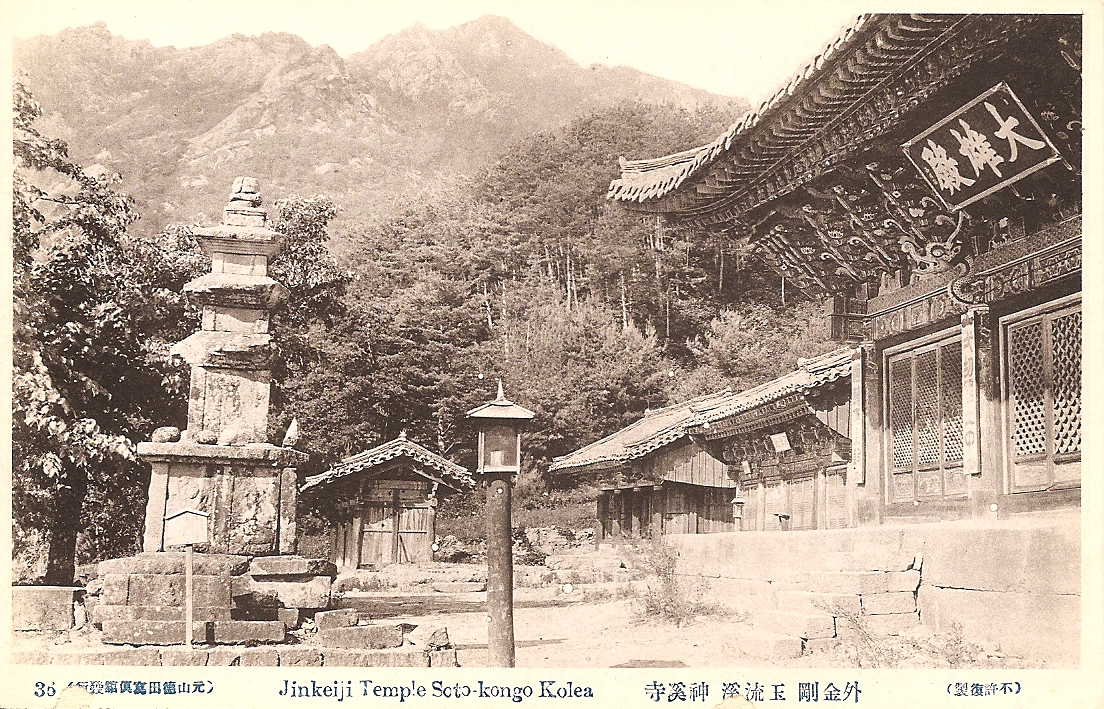
Le temple Shingyesa avant sa destruction par la guerre de Corée.

En 2004, la coopération inter-coréenne sur la restauration du temple Singyesa a commencé, et s'est achevée en 2007. En 2018, le vénérable Cheondam, président de la Fondation pour la paix mondiale, s'est rendu en Corée du Nord et a rencontré la communauté bouddhiste, notamment Kang Soo-rim, président de la l'Union bouddhiste de Choson, et a conclu un accord sur la restauration du temple Yuljeongsa, la deuxième fois que les deux Corées ont conclu un accord sur la restauration d'un temple de la Corée du Nord,.
L'Union a organisé plusieurs pujas commémoratives conjointes en Corée du Nord,, entre des membres de la communauté bouddhiste de la Corée du Nord et des membres de la communauté bouddhiste de la Corée du Sud.

## Dirigeants
- Kim Se-ryul (1946–1948)[6]
- Un Yong-suk (1963–1978)[6]
- Pak Tae-ho (1978–2005)[21]
- Yu Yong-son (2006–2008)[22]
- Sim Sang-jin (2008–2012)[22]
- Kang Sur-in (2012–)[22]